# 黑白蒙霸鹟
，是雀形目霸鹟科的一种鸟类，属于单型的黑白蒙霸鹟属（学名：Heteroxolmis）。它们分布在巴西东南部至巴拉圭、乌拉圭和阿根廷东北部。